# Burundische Volleyballnationalmannschaft der Männer
Die burundische Volleyballnationalmannschaft der Männer ist die Auswahl burundischer Volleyballspieler, welche die Fédération Burundaise de Volleyball auf internationaler Ebene, beispielsweise in Freundschaftsspielen gegen die Auswahlmannschaften anderer nationaler Verbände, aber auch bei internationalen Wettbewerben repräsentiert. 1991 trat der nationale Verband dem Weltverband Fédération Internationale de Volleyball (FIVB) bei. Im Oktober 2021 wurde die Mannschaft auf dem elften Platz der kontinentalen Rangliste geführt.

## Internationale Wettbewerbe

### Burundi bei Weltmeisterschaften
Die Mannschaft konnte sich bisher nicht für eine Weltmeisterschaft qualifizieren.

### Burundi bei Olympischen Spielen
Bisher gelang es der Mannschaft nicht, sich für die olympischen Wettbewerbe zu qualifizieren.

### Burundi bei Afrikameisterschaften
Die Mannschaft kann bisher zwei Teilnahmen an der Afrikameisterschaft vorweisen:
| - 1967: nicht qualifiziert - 1971: nicht qualifiziert - 1976: nicht qualifiziert - 1979: nicht qualifiziert - 1983: nicht qualifiziert - 1987: nicht qualifiziert - 1989: nicht qualifiziert - 1991: nicht qualifiziert - 1993: nicht qualifiziert - 1995: nicht qualifiziert - 1997: nicht qualifiziert - 1999: nicht qualifiziert | - 2001: nicht qualifiziert - 2003: nicht qualifiziert - 2005: nicht qualifiziert - 2007: nicht qualifiziert - 2009: nicht qualifiziert - 2011: nicht qualifiziert - 2013: nicht qualifiziert - 2015: nicht qualifiziert - 2017: nicht qualifiziert - 2019: 9. Platz - 2021: 11. Platz |

### Burundi bei den Afrikaspielen
Burundis Volleyballnationalmannschaft der Männer nahm bisher nicht an den Wettbewerben der Afrikaspiele teil.

### Burundi beim World Cup
Burundi kann bisher keine Teilnahme am World Cup – dem Qualifikationsturnier für die Olympischen Spiele – vorweisen.

### Burundi in der Weltliga
Die Weltliga fand bisher ohne burundische Beteiligung statt.